# Sapajus macrocephalus
Sapajus macrocephalus, llamado comúnmente capuchino de cabeza grande o machín negro, es una especie de primate platirrinos del género Sapajus. 

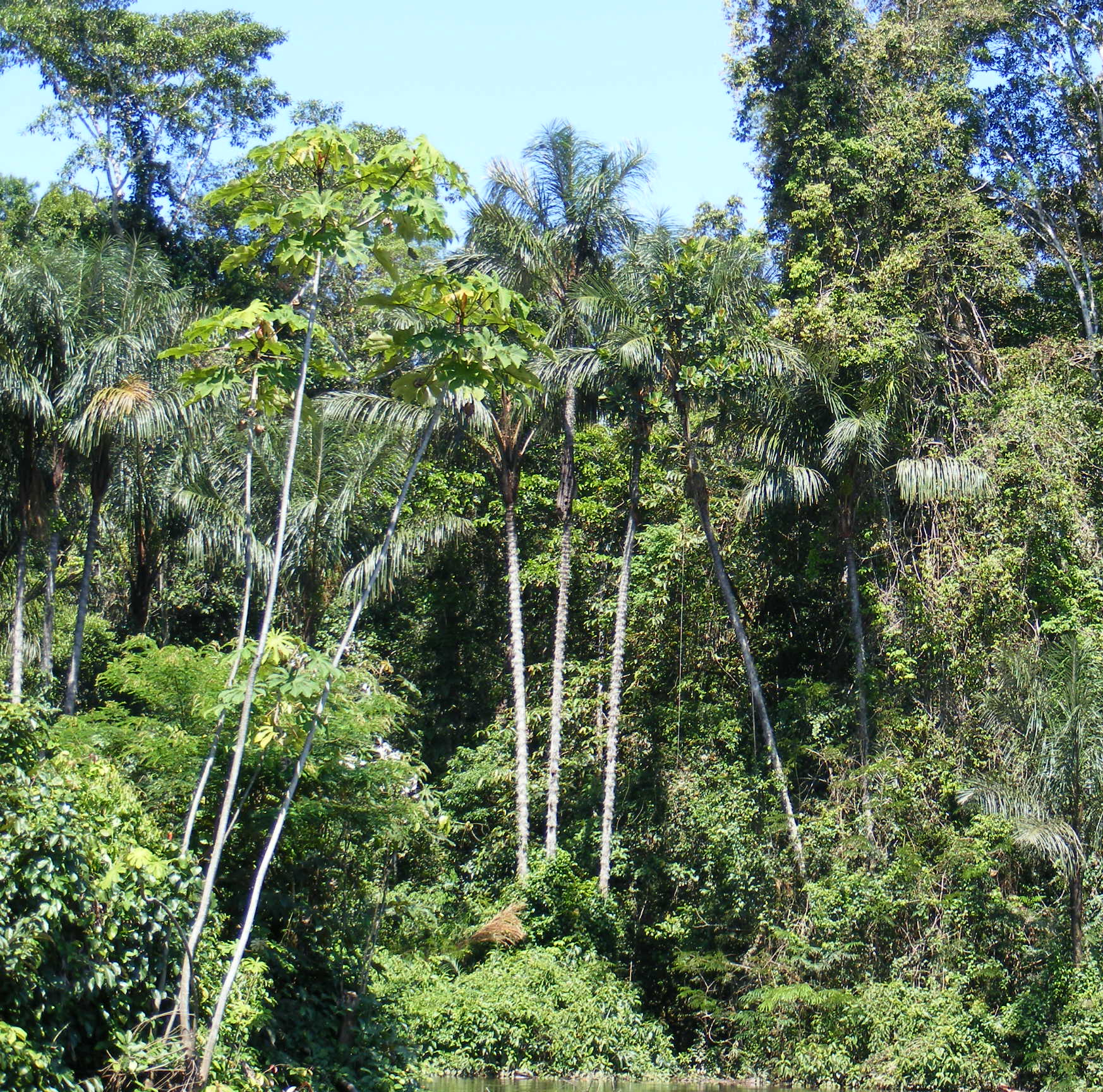
Selva amazónica en Loreto, Perú; el hábitat de esta especie.

Es endémico de la selva amazónica de la cuenca del río Amazonas superior.

## Taxonomía
Este taxón era considerado un integrante del género Cebus, pero en 2011, sobre la base de estudios de ADN se pudo comprobar que ese género estaba separado en dos grupos distanciados genéticamente desde finales del Mioceno, hace 6,2 millones de años atrás, es decir, en la misma época en que los humanos se separaban del tronco de los chimpancés. Como resultado, a 8 especies se las ubicó en el género Sapajus, y las restantes quedaron en el género Cebus.
Por otra parte, Cebus macrocephalus era considerado una de las subespecies de C. apella, denominándose Cebus apella macrocephalus. El análisis genético demostró que se trata de un linaje claramente establecido que incluye sin lugar a dudas las anteriormente conocidas como subespecies de C. apella: C. a. macrocephalus, C. a. peruanus y C. a. maranonis, y de C. libidinosus: C. l. juruanus y C. l. pallidus. No incluye en cambio a los capuchinos del centro y oriente de Colombia C. a. fatuellus, que además de conformar un grupo aparte, están cercanamente relacionados con C. a. apella. Esto coincide con el análisis morfológico que identifica un tipo diferente de capuchino en la Amazonia occidental.
Subespecies
De acuerdo con su pelaje y algunas otras características morfológicas, pueden distinguirse 3 subespecies:
- S. m. macrocephalus: penachos blancuzcos muy bien desarrollados, pelo de color marrón grisáceo a marrón oscuro, con una franja dorsal oscura.
- S. m. peruanus: pelo de color castaño oscuro, rojizo hacia los flancos; corona claramente negra, sin mechones en la corona. Son sinónimos C. a. maranonis y C. magnus.
- S. m. juruanus: pelaje castaño rufescente, más rojizo hacia el vientre. La banda blancuzca de la cabeza poco notoria.

## Distribución
Esta especie se distribuye en el norte y oriente de Bolivia, occidente de Brasil; sudeste de Colombia; y en el este de Ecuador y el Perú.

## Características
Se trata de un primate pequeño, de unos 45 cm de largo, con una cola prensil que enrollan alrededor de las ramas para ayudarse en el movimiento alrededor de los árboles. 
Suelen presentar sobre sus cabezas mechones o crestas sagitales de poco desarrollo; cráneos relativamente grandes; los pelos ventrales de color rojizo o parduzco en la mayoría de los ejemplares; una banda dorsal generalmente distintiva, más oscura que los flancos; y pelos en los flancos generalmente marrón-rojizos, al igual que en los hombros.

## Costumbres
Viven en manadas, recorriendo un territorio en busca de alimento: frutos, hojas tiernas, y pequeños animales.